# Ultima reverență
Ultima reverență (în engleză His Last Bow) este o colecție de 7 povestiri polițiste (8 în edițiile americane, precum și în unele ediții britanice) scrise de Sir Arthur Conan Doyle și avându-l în rolul principal pe faimosul detectiv Sherlock Holmes. Acestea povestiri scurte au fost publicate inițial ca simple povestiri în reviste în perioada 1908-1913, apoi în volum, în 1917, editat de John Murray din Anglia.
Colecția a fost denumită inițial Amintirile lui Sherlock Holmes (în engleză Reminiscences of Sherlock Holmes) și nu conținea actuala povestire „Ultima reverență”, care a apărut mai târziu (în septembrie 1917), după ce a fost publicat romanul  Valea terorii (1915). Cu toate acestea, edițiile ulterioare au adăugat-o și au schimbat definitiv denumirea colecției. Unele ediții recente au revenit la denumirea anterioară.

## Conținut
| Titlu în limba română                | Titlu original                                      | Prima publicare                      | Publicare în Strand Magazine |
| ------------------------------------ | --------------------------------------------------- | ------------------------------------ | ---------------------------- |
| „Aventura din Wisteria Lodge”        | „The Adventure of Wisteria Lodge”                   | Collier's Weekly - 15 august 1908    | august / septembrie 1908     |
| „Planurile Bruce-Partington”         | „The Adventure of the Bruce-Pardington Plans”       | Strand Magazine                      | decembrie 1908               |
| „Copita dracului”                    | „The Adventure of the Devil's Foot”                 | Strand Magazine                      | decembrie 1910               |
| „Cercul roșu”                        | „The Adventure of the Red Circle”                   | Strand Magazine                      | martie / aprilie 1911        |
| „Cum a dispărut lady Frances Carfax” | „The Disappearance of Lady Frances Carfax”          | Strand Magazine                      | decembrie 1911               |
| „Detectivul muribund”                | „The Adventure of the Dying Detective”              | Collier's Weekly - 22 noiembrie 1913 | noiembrie / decembrie 1913   |
| „Ultima reverență”                   | „His Last Bow - The War Service of Sherlock Holmes” | Strand Magazine                      | septembrie 1917              |

## Comentariu
„Aventura de la Wisteria Lodge” nu a fost publicată inițial sub această denumire; ea este o povestire lungă formată din două părți: „Experiența deosebită a domnului John Eccles Scott” și „Tigrul din San Pedro”, și nu purta la data publicării inițiale un titlu colectiv, ci i se spunea „O amintire a domnului Sherlock Holmes”.
Edițiile americane ale colecției și o parte din cele britanice conțin și povestirea „Aventura cutiei de carton” (publicată în 1893 și care se află în colecția Memoriile lui Sherlock Holmes în majoritatea edițiilor britanice ale canonului). Cu toate că a fost publicată în 1893, această povestire nu fusese publicată în prima ediție londoneză a Memoriilor din 1894, deși toate cele 12 povestiri fuseseră publicate anterior în revista Strand Magazine. Prima ediție americană a Memoriilor a inclus această povestire, dar a fost foarte repede retrasă și înlocuită cu o ediție revizuită care a omis-o.
Motivul care stă la baza acestei omisiuni este neclar. În Marea Britanie, povestirea a fost scoasă aparent la cererea lui Doyle deoarece includea o referire la adulter și nu era recomandată pentru tinerii cititori. Aceasta ar putea fi cauza eliminării sale rapide din ediția americană și unele surse presupun că editorul a crezut că povestirea era prea scandaloasă pentru publicul american.
Ca urmare, această povestire nu a fost republicată în SUA timp de mai mulți ani, fiind ulterior inclusă în volumul Ultima reverență. Chiar și astăzi, mulți editori americani ai canonului holmesian o includ în Ultima reverență, în timp ce majoritatea edițiilor britanice păstrează povestirea la locul ei inițial din Memoriile lui Sherlock Holmes.
Povestirea „Ultima reverență” prezintă o particularitatea de a fi povestită la persoana a III-a.

## Ilustrații originale
Ilustrațiile din prima ediție a povestirilor cuprinse în acest volum au fost realizate de șapte ilustratori diferiți și anume: 
Sidney Paget („Aventura cutiei de carton”), Arthur Twidle („Aventura din Wisteria Lodge” și „Planurile Bruce-Partington”), Gilbert Holiday („Copita dracului”), H. M. Brock („Cercul roșu”), Alec Ball („Cum a dispărut lady Frances Carfax”), Walter Paget („Detectivul muribund”) și Alfred Gilbert („Ultima reverență”).

## Ecranizări
Filmul Sherlock Holmes and the Voice of Terror din 1942, regizat de John Rawlins, cu Basil Rathbone în rolul lui Sherlock Holmes și Nigel Bruce ca Dr. Watson, este vag bazat pe „Ultima reverență”, dar are loc în al doilea război mondial. Acesta se încheie cu un citat direct din „Ultima reverență”.

## Traduceri în limba română
- Ultima reverență - în volumul "Aventurile lui Sherlock Holmes. Vol IV" (Colecția Adevărul, București, 2010) - traducere de Emilia Oanță
- Ultima reverență - în volumul "Aventurile lui Sherlock Holmes. Vol IV" (Colecția Adevărul, București, 2011) - traducere de Emilia Oanță
- Ultima reverență, Editura Gramar, Colecția Sherlock Holmes, 2015, ISBN 9786066950237 [2]